# Montmorot
Montmorot és un municipi francès situat al departament del Jura i a la regió de Borgonya - Franc Comtat. L'any 2007 tenia 3.112 habitants.

## Demografia

### Població
El 2007 la població de fet de Montmorot era de 3.112 persones. Hi havia 1.424 famílies de les quals 564 eren unipersonals (204 homes vivint sols i 360 dones vivint soles), 460 parelles sense fills, 284 parelles amb fills i 116 famílies monoparentals amb fills.
La població ha evolucionat segons el següent gràfic:
Habitants censats

### Habitatges
El 2007 hi havia 1.620 habitatges, 1.458 eren l'habitatge principal de la família, 40 eren segones residències i 122 estaven desocupats. 1.020 eren cases i 599 eren apartaments. Dels 1.458 habitatges principals, 918 estaven ocupats pels seus propietaris, 510 estaven llogats i ocupats pels llogaters i 30 estaven cedits a títol gratuït; 41 tenien una cambra, 164 en tenien dues, 276 en tenien tres, 397 en tenien quatre i 580 en tenien cinc o més. 1.154 habitatges disposaven pel capbaix d'una plaça de pàrquing. A 769 habitatges hi havia un automòbil i a 511 n'hi havia dos o més.

### Piràmide de població
La piràmide de població per edats i sexe el 2009 era:
| Homes | Edats   | Dones |
| ----- | ------- | ----- |
| 4     | 95 o +  | 8     |
| 4     | 90 a 94 | 16    |
| 28    | 85 a 89 | 40    |
| 28    | 80 a 84 | 36    |
| 64    | 75 a 79 | 148   |
| 88    | 70 a 74 | 112   |
| 72    | 65 a 69 | 80    |
| 60    | 60 a 64 | 92    |
| 80    | 55 a 59 | 112   |
| 96    | 50 a 54 | 124   |
| 112   | 45 a 49 | 76    |
| 84    | 40 a 44 | 96    |
| 92    | 35 a 39 | 100   |
| 136   | 30 a 34 | 112   |
| 80    | 25 a 29 | 144   |
| 60    | 20 a 24 | 72    |
| 88    | 15 a 19 | 60    |
| 80    | 10 a 14 | 64    |
| 116   | 5 a 9   | 80    |
| 80    | 0 a 4   | 76    |

## Economia
El 2007 la població en edat de treballar era de 1.921 persones, 1.361 eren actives i 560 eren inactives. De les 1.361 persones actives 1.270 estaven ocupades (646 homes i 624 dones) i 91 estaven aturades (41 homes i 50 dones). De les 560 persones inactives 215 estaven jubilades, 216 estaven estudiant i 129 estaven classificades com a «altres inactius».

### Ingressos
El 2009 a Montmorot hi havia 1.392 unitats fiscals que integraven 2.919,5 persones, la mediana anual d'ingressos fiscals per persona era de 19.097 €.

### Activitats econòmiques
Dels 213 establiments que hi havia el 2007, 3 eren d'empreses extractives, 2 d'empreses alimentàries, 8 d'empreses de fabricació d'altres productes industrials, 43 d'empreses de construcció, 72 d'empreses de comerç i reparació d'automòbils, 7 d'empreses de transport, 10 d'empreses d'hostatgeria i restauració, 2 d'empreses d'informació i comunicació, 10 d'empreses financeres, 17 d'empreses immobiliàries, 12 d'empreses de serveis, 11 d'entitats de l'administració pública i 16 d'empreses classificades com a «altres activitats de serveis».
Dels 57 establiments de servei als particulars que hi havia el 2009, 1 era una oficina de correu, 2 oficines bancàries, 6 tallers de reparació d'automòbils i de material agrícola, 1 taller d'inspecció tècnica de vehicles, 5 paletes, 6 guixaires pintors, 9 fusteries, 7 lampisteries, 3 electricistes, 2 empreses de construcció, 5 perruqueries, 5 restaurants, 2 agències immobiliàries, 1 tintoreria i 2 salons de bellesa.
Dels 34 establiments comercials que hi havia el 2009, 1 era, 2 supermercats, 3 grans superfícies de material de bricolatge, 1 una botiga de menys de 120 m², 1 una fleca, 2 llibreries, 5 botigues de roba, 3 botigues d'equipament de la llar, 3 sabateries, 1 una sabateria, 6 botigues de mobles, 2 botigues de material esportiu, 1 una botiga de material esportiu, 1 una botiga de material de revestiment de parets i terra i 2 floristeries.
L'any 2000 a Montmorot hi havia 23 explotacions agrícoles que ocupaven un total de 400 hectàrees.

## Equipaments sanitaris i escolars
El 2009 hi havia 2 hospitals de tractaments de mitja durada (seguiment i rehabilitació), 1 centre de salut i 2 farmàcies.
El 2009 hi havia 1 escola maternal i 1 escola elemental.

## Poblacions més properes
El següent diagrama mostra les poblacions més properes.